# Creandum
Creandum är ett riskkapitalbolag som startades 2003 med en fond på 300 miljoner kronor. 2007 samlade man ihop 750 miljoner kronor till en andra fond.
2019 tog Creandum in 2 650 MSEK i en investeringsrunda för såddinvesteringar.

## Investeringar
- Spotify
- Videoplaza
- Jays
- Cint[1]
- Epidemic Sound[3]